# I Don't Remember
I Don't Remember è un cortometraggio statunitense del 1935, diretto da Jack White, con Harry Langdon.

## Trama
Il pittore Harry Clump è estremamente smemorato, al punto di non riconoscere la propria madre quando viene a far visita a lui e alla moglie.
Inoltre è indotto dall'amico Oscar a praticare il gioco d'azzardo, per cui, data la quantità di denaro che egli perde, la moglie decide di lasciarlo.
Harry intende allora togliersi la vita, o, in alternativa, toglierla a Oscar, che ritiene responsabile del proprio dissesto.
Ma questa volta i due uomini hanno vinto una ingente somma: si tratta soltanto di rintracciare il biglietto vincente, e di inseguirlo, mentre, portato dal vento e da altre circostanze, finisce in mare.